# Bisdom Pathein
Het bisdom Pathein (Latijn: Dioecesis Patheinensis) is een rooms-katholiek bisdom met als zetel Pathein, hoofdstad van de regio Ayeyarwady, in Myanmar. Het bisdom is suffragaan aan het aartsbisdom Yangon. 

## Geschiedenis
Het bisdom werd opgericht op 1 januari 1955, als het bisdom Bassein, uit delen van het nieuw verheven aartsbisdom Rangoon. Op 8 oktober 1991 veranderde het van naam naar bisdom Pathein. 

## Parochies
Het bisdom had in 2021 een oppervlakte van 25.328 km2 en telde 6.974.903 inwoners waarvan 0,9% rooms-katholiek was.

## Bisschoppen
- George Maung Kyaw (1 januari 1955 - 19 november 1967)
- Joseph Mahn Erie (16 februari 1968 - 3 juni 1982)
- Joseph Valerius Sequeira (24 januari 1986 - 22 februari 1992; apostolisch administrator sinds 20 oktober 1984)
- John Gabriel (22 februari 1992 - 16 augustus 1994; coadjutor sinds 7 december 1989, hulpbisschop sinds 30 januari 1988)
- Charles Maung Bo (13 maart 1996 - 15 mei 2003; kardinaal in 2015)
- John Hsane Hgyi (24 mei 2003 - 22 juli 2021; hulpbisschop sinds 25 januari 2003)
- Henry Eikhlein (31 mei 2023 - heden; administrator sinds 2021)

## Galerij van afbeeldingen

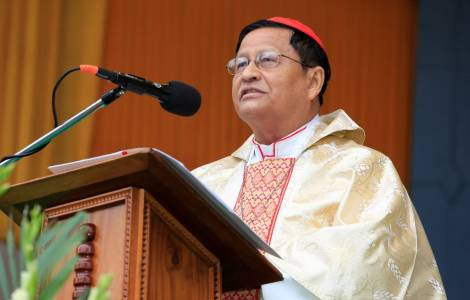
Bisschop Charles Maung Bo (1996-2003), kardinaal in 2015